# Сенетеука
Сенетеука (рум. Sănătăuca) — село у Флорештському районі Молдови. Утворює окрему комуну.

## Населення
За даними перепису населення 2004 року у селі проживали 2989 осіб.
Національний склад населення села:
| Національність       | Кількість осіб | Відсоток   |
| -------------------- | -------------- | ---------- |
| молдавани румуни     | 2922 28        | 97,8% 0,9% |
| українці             | 23             | 0,8%       |
| росіяни              | 12             | 0,4%       |
| інша / без відповіді | 4              | 0,1%       |
| Всього               | 2989           | 100%       |